# Archboldomys maximus
Archboldomys maximus (Balete, Rickart, Heaney, Alviola, M.V. Duya, M.R.M.Duya, Sosa & Jansa, 2012) è un roditore della famiglia dei Muridi endemico dell'isola di Luzon.

## Descrizione

### Dimensioni
Roditore di piccole dimensioni, con la lunghezza della testa e del corpo tra 102 e 124 mm, la lunghezza della coda tra 90 e 108 mm, la lunghezza del piede tra 29 e 33 mm, la lunghezza delle orecchie tra 18 e 21 mm e un peso fino a 55 g.

### Aspetto
La pelliccia è lunga e densa, particolarmente sul dorso. Il colore generale del corpo è color castano-grigiastro. Il muso è affusolato e largo. Le vibrisse sono lunghe e bruno-grigiastre chiare. Le labbra e il naso sono bruno-grigiastro chiaro. Le palpebre sono marcate di grigio scuro e circondate da un anello più pallido ricoperto di corti peli bruno-grigiastri scuri. Le orecchie sono piccole, rotonde, bruno-grigiastre e coperte di piccoli peli nerastri. Le mani sono piccole, corte, con dita robuste munite di lunghi artigli opachi e ricurvi, eccetto il pollice che ha un'unghia piatta e corta. I piedi sono lunghi e sottili con le dita relativamente corte, munite di artigli opachi e ricurvi. Le piante dei piedi e i palmi delle mani sono bruno-grigiastri scuri. La coda è più corta della lunghezza della testa e del corpo, è bruno-grigiastra scura, ricoperta di corti peli, scuri sopra e più chiari sotto e con circa 20 anelli di scaglie per centimetro.

## Biologia

### Comportamento
È una specie terricola e prevalentemente diurna.

### Alimentazione
Si nutre principalmente di lombrichi.

### Riproduzione
Probabilmente si riproduce durante tutto l'anno.

## Distribuzione e habitat
Questa specie è conosciuto soltanto sul Monte Amuyao, nella cordigliera centrale a nord dell'isola di Luzon.
Vive nelle foreste mature e muschiose tra 1.885 e 2.690 metri di altitudine.

## Conservazione
Questa specie, essendo stata scoperta solo recentemente, non è stata sottoposta ancora a nessun criterio di conservazione.